# Турция на зимних Олимпийских играх 1994
Турция принимала участие в Зимних Олимпийских играх 1994 года в Лиллехамере (Норвегия) в одиннадцатый раз за свою историю, но не завоевала ни одной медали.
Страну представлял только один спортсмен — 28-летний лыжник Митхат Йылдырым.

### Лыжные гонки
Соревнования проходили в лыжном центре Лиллехаммера. Митхат Йылдырым участвовал в лыжной гонке на 10 км, а также он был заявлен на гонку 15 км свободным стилем, но не стартовал.
Йылдырым занял 87 место, что лучше его результата на прошлой Олимпиаде — в Альбервиле он был лишь 93-м.
Мужчины
| Митхат Йылдырым | 10 км классическим стилем, раздельный старт | 17 февраля | 32:34,8 | 87 |